# 阿奇·汤普森
阿奇博尔德·杰拉德·汤普森（1978年10月23日—、Archibald Gerald Thompson）生于新西兰奥托罗杭阿，通常被称为阿奇·汤普森（Archie Thompson），是一名澳大利亚足球运动员，现在正为澳大利亚职业足球联赛的墨尔本胜仗效力。他保持着澳大利亚职业足球联赛进球最多的记录，另外，他还是国际比赛中个人单场进球最多的球员。